# Flora (Rembrandt, Saint-Pétersbourg)
Pour les articles homonymes, voir Flora.
Flora ou Saskia en Flora est une peinture de Rembrandt de 1634, montrant sa femme Saskia van Uylenburgh en déesse Flore. EIle est actuellement exposée dans les locaux du musée H'ART à Amsterdam, prêtée par le Musée de l'Ermitage de Saint-Pétersbourg à qui elle appartient.

## Description
Cette peinture a été documentée par Hofstede de Groot en 1915, qui a écrit (206. FLORA. Bode 336 ; Dut. 267 ; Wb. 412 ; B.-Le Cap. 189) : "Elle se tient debout, de profil vers la gauche. Elle tourne son visage, avec une légère inclinaison vers le spectateur. Dans sa main droite, elle tient un objet personnel enlacé avec les fleurs en diagonale avant elle ; elle soulève son long manteau en avant avec sa main gauche. Ses cheveux, ornés d'une large guirlande de fleurs, chutent en longues boucles vers le bas de son dos. Dans son oreille il y a une perle. Elle porte une robe avec motif et des manches larges, une écharpe croisée sur sa poitrine, et une partie du manteau tombe de ses épaules. D'épais buissons forment un arrière-plan sombre. Appelée à tort jusqu'à présent, "La Fiancée Juive"." Signé en bas à gauche de la main droite, "Rembrandt f. 1634"; toile, 50 pouces par 40 pouces. Gravé par N. Mossoloff dans Les Rembrandts de l'Ermitage ; et dans la Zeitschrift für bildende Kunst, viii. Mentionné par Vosmaer, pp. 504, etc. ; par Bode, pp. 424, 60 1 ; par Dutuit, p. 37 ; par Michel, pp. 175, 567 [134, 441]. Vente. Herman Aarentz, Amsterdam, avril II, 1770 (acheté 2600 florins) ; selon Van Eynden et Van der Willigen, iii. 384. Acquis par Catherine II, l'impératrice de Russie, pour l'Ermitage. Dans le Palais de l'Ermitage, Saint-Pétersbourg, 1901 catalogue, N ° 812."